# Эшань-Ийский автономный уезд
Эшань-Ийский автономный уезд (кит. упр. 峨山彝族自治县, пиньинь Éshān Yízú zìzhìxiàn) — автономный уезд городского округа Юйси провинции Юньнань (КНР).

## История
После завоевания Дали монголами и вхождения этих мест в состав империи Юань в 1276 году здесь была создана Сиэская область (嶍峨州), которая в 1289 году была понижена в статусе и стала уездом Сиэ (嶍峨县) Нинчжоуской области (宁州) Линьаньского региона (临安路). После завоевания этих мест войсками империи Мин уезд с 1382 года был подчинён властям Линьаньской управы (临安府). После Синьхайской революции в Китае была проведена реформа структуры административного деления, в результате которой управы были упразднены.
В 1930 году уезд Сиэ был переименован в Эшань (峨山县).
После вхождения провинции Юньнань в состав КНР в 1950 году был образован Специальный район Юйси (玉溪专区), и уезд вошёл в его состав. В 1951 году уезд Эшань был преобразован в Эшань-Ийский автономный район уездного уровня (峨山县彝族自治区（县级）). В 1956 году Эшань-Ийский автономный район уездного уровня был преобразован в Эшань-Ийский автономный уезд. В 1970 году Специальный район Юйси был переименован в Округ Юйси (玉溪地区).
В 1997 году округ Юйси был преобразован в городской округ.

## Административное деление
Автономный уезд делится на 2 уличных комитета, 3 посёлка и 3 волости.